# Eucereon rosa
Eucereon rosa là một loài bướm đêm thuộc phân họ Arctiinae, họ Erebidae.